# Pista flexuosa
Pista flexuosa är en ringmaskart som först beskrevs av Grube 1860.  Pista flexuosa ingår i släktet Pista och familjen Terebellidae. Inga underarter finns listade i Catalogue of Life.